# Ivan Fedorovyč
Ivan Fedorovyč, ukrajinskou cyrilicí Іван Федорович (10. června 1811 Hnylyci – 2. listopadu 1870 Vikno), byl rakouský spisovatel a politik rusínské (ukrajinské) národnosti z Haliče, během revolučního roku 1848 poslanec Říšského sněmu.

## Biografie
V roce 1840 získal titul doktora práv. Působil jako filozof, právník a politik. Dětství a mládí strávil v obci Žerebky. Studoval na gymnáziu v Ternopilu (1823–1829) a Lvově (1829–1830) a pak na Lvovské univerzitě a Vídeňské univerzitě. V letech 1830–1831 se zapojil do protiruského povstání. Od roku 1840 mu patřil statek v obci Bilynivka. Od roku 1848 žil ve Vikně. Veřejně se angažoval. Roku 1849 se uvádí jako Johann Fedorovicz, nájemce v Hrymajlivě (Gržimalow).
Během revolučního roku 1848 se zapojil do veřejného dění. Byl zvolen na ústavodárný Říšský sněm. Zastupoval volební obvod Ternopil. Tehdy se uváděl coby nájemce statku. Zvolen byl v doplňovacích volbách v srpnu 1848. Jeho volba byla potvrzena v prosinci 1848. Rezignoval ale již v prosinci 1848.
V roce 1859 byl členem státní komise pro přípravu samosprávy Haliče. Sám předložil vlastní návrh, který ovšem vláda nepřijala. Byl literárně činný. Napsal báseň Помарніла наша доля, která se stala populární po zhudebnění Anatolem Vachnjanynem. Zanechal rozsáhlé literární dílo, zejména deníkové zápisky a filozofické úvahy.
Jeho synem byl politik Volodyslav Fedorovyč.